# 衡水学院
衡水学院(Hengshui University)，座落于京九铁路与石德铁路交汇处的河北省衡水市，是一所河北省属多科性全日制普通本科高等学校。

## 历史
衡水学院始建于1923年，当时称为直隶第六师范。
- 1948年成立冀南建设学院。院长艾大炎。
- 1949年改建为河北冀县师范学校。
- 1960年迁至衡水并更名为河北衡水师范学校。
- 1978年经国务院批准建立衡水师范专科学校。
- 1987年7月由深县（今深州市）前磨头镇搬迁至现校址。
- 1998年10月经河北省人民政府批准，衡水师专与衡水教育学院合并，成立新的衡水师范专科学校，并以此为基础筹建衡水学院。
- 2004年经教育部批准升格为本科院校：衡水学院。

## 校园环境

### 校外环境
学院位于衡水市西部近郊，和平西路1088号。

### 住宿条件
学院设有大学生公寓区，现共有大学生公寓楼十三座，实行公寓化管理。
其中，一号、三号、五号、六号、七号、十一号、十二号、十三号为女生公寓；二号、四号、八号、九号、十号为男生公寓。

### 餐饮环境
学院在学生宿舍区和教学区内设有两个大型食堂，在教学区内设有民族食堂。
13号公寓，可住4000人的标准化公寓，条件良好，已经竣工。

## 组织机构

### 历任院长
- 李奎良

### 分院和系
衡水学院现设有一个分校和十三个系：
- 衡水学院分校

- 数学与计算机科学系
- 法律与政治教育系
- 物理与电子信息系
- 美术与艺术设计系
- 中国语言文学系
- 外国语言文学系
- 经济管理系
- 公共管理系
- 应用化学系
- 生命科学系
- 经济系
- 音乐系
- 体育系

另有一个驾驶学校：
- 衡水学院机动车驾驶学校

## 参看
- 中国大陆高等学校列表